# Brottsvåg
Brottsvåg, svensk kriminalserie som sändes på Kanal 5 2000.

## Handling
Serien utspelar sig i nära framtid och kretsar kring polisavdelningen Roteln för Organiserad Brottslighet, som tar hand om grövre brott, och vars övergripande mål är att sätta fast den ryske maffialedaren Sergei som mördat en av ROB:s anställda.

## Rollista
- Gunilla Nyroos - Beatrice Grip
- Malena Engström - Hedda Wikman
- Jacob Ericksson - Fredrik Häggkvist
- Ivan Mathias Petersson - Mischa Rubashkin
- Jesper Malm - Ruben Lindroth
- Tanja Svedjeström - Alexandra Melin Fuchs
- Rolf Skoglund - Tobias Andersson
- Reuben Sallmander - Carl-Johan (C.J.) Ström (säsong 1)
- Felix Engström - Ulf Dolk (säsong 2)
- Vladimir Dikanski - Sergej
- Krister Henriksson - polischef Hans Ceder
- Stefan Sauk - Thommy Berg

## Episodskådespelare
- Fredrik Evers
- Ulf Friberg
- Göran Forsmark
- Niklas Falk
- Ia Langhammer
- Sven-Åke Wahlström
- Moa Gammel
- Danilo Bejarano
- Ralph Carlsson
- Margaretha Krook
- Ing-Marie Carlsson
- Philip Zandén
- Per Morberg
- Allan Svensson
- Benny Haag
- Oliver Loftéen
- Daniel Larsson
- Emil Forselius
- Lena B. Eriksson
- Rolf Lydahl
- Björn Granath
- Catharina Larsson
- Simon Norrthon
- Erika Höghede

## Om serien
- Serien spelades bland annat in i en nerlagd polisstation i Stockholm (Jakobsberg). Den producerades av Jarowskij.
- Trots en omfattande reklamkampanj gick serien bara i två säsonger, delvis på grund av att den sändes samtidigt med Efterlyst på TV3.